# Citroën Evasion
Citroën Évasion je velkoprostorový vůz vyráběný v letech 1994–2002 v automobilce Sevel Nord, jako společný projekt koncernu PSA a Fiatu.

## Popis
Citorën Évasion je konstrukčně shodný s vozy Peugeot 806, Fiat Ulysse a Lancia Zeta. Liší se jen drobnými detaily (maska chladiče, zadní světla, vybavení interiéru). Byl určen pro přepravu 7–8 osob.
Výroba začala v roce 1994. V nabídce byly 2 zážehové motory, o rok později přišel vznětový motor. V roce 1999 byl proveden facelift. S ním přibyl i nový vznětový motor 2.0 HDi se vstřikováním common rail. Výroba byla ukončena v roce 2002, automobil byl nahrazen modelem C8.

## Motory

### Benzínové
- 1,8 8V
- 2,0 8V
- 2,0 16V
- 2,0 Turbo

### Naftové
- 1,9 TD
- 2,1 TD
- 2,0 HDi